# Ranieri di Borbone-Due Sicilie
Ranieri Maria Gaetano di Borbone-Due Sicilie (Cannes, 3 dicembre 1883 – La Combe, 13 gennaio 1973) fu un principe della casata dei Borbone delle Due Sicilie, quinto figlio maschio di S.A.R. il principe Alfonso di Borbone-Due Sicilie, capo della Real Casa di Borbone delle Due Sicilie e pretendente al trono del Regno delle Due Sicilie, e di S.A.R. la principessa Maria Antonietta di Borbone-Due Sicilie.

## Biografia

### Giovinezza
Per un certo tempo servì nell'Esercito spagnolo.

### Matrimonio

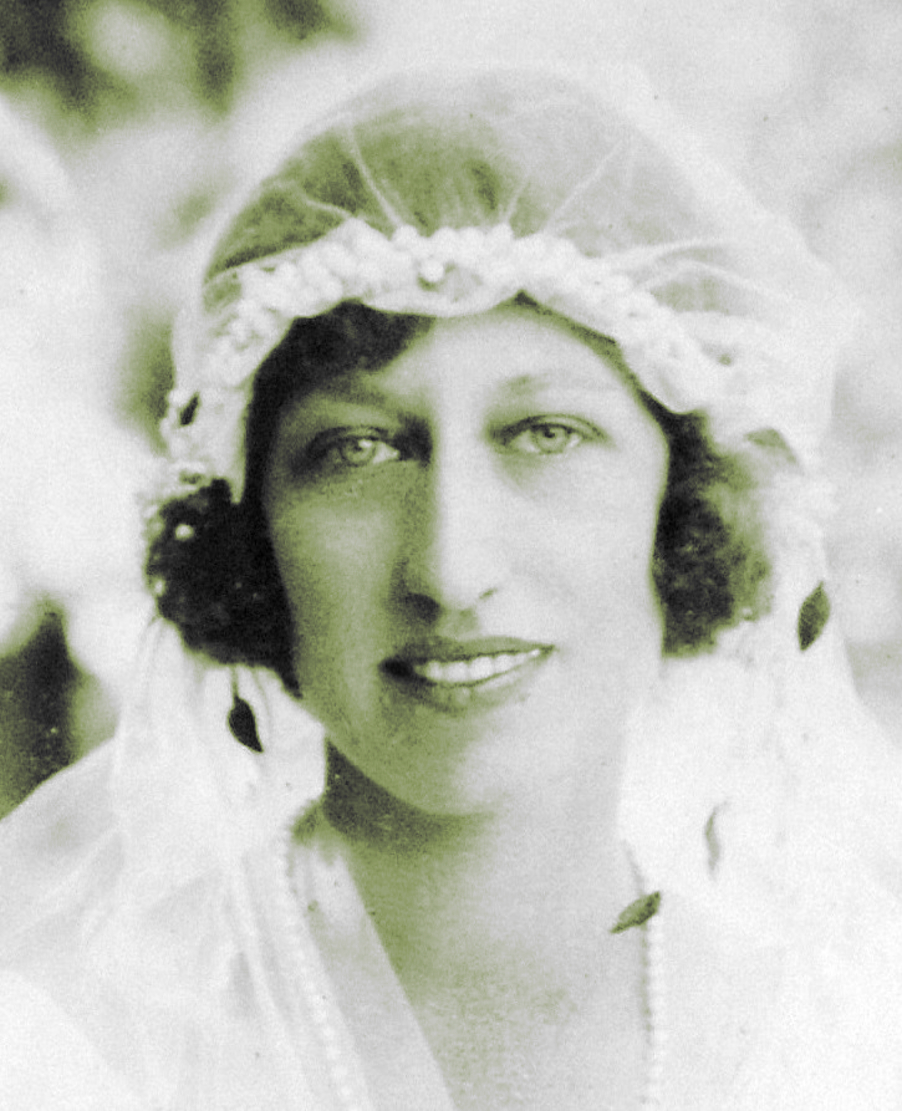
La contessa Maria Carolina Zamoyska

Ranieri sposò sua cugina, la contessa Maria Carolina Zamoyska (1896-1968) il 12 settembre 1923 a Druzbaki e dal matrimonio nacquero due figli.

### Attività dinastica
In seguito alla morte del fratello maggiore, il principe Ferdinando Pio di Borbone-Due Sicilie, duca di Calabria, il 7 gennaio 1960 si proclamò capo della Real Casa di Borbone delle Due Sicilie, in contrapposizione al nipote S.A.R. l'infante Alfonso Maria di Borbone-Due Sicilie, duca di Calabria, e del figlio di questi, l'infante Carlo Maria di Borbone-Due Sicilie, appartenenti alla linea primogenita della famiglia.
Alfonso Maria era figlio del fratello maggiore di Ranieri, il principe Carlo Tancredi di Borbone-Due Sicilie che sposò in prime nozze l'infanta Maria de las Mercedes di Borbone Spagna. Seguendo il dettato della Prammatica Sanzione di re Carlo III, qualora fosse divenuto re consorte di Spagna, avrebbe dovuto rinunciare ai suoi diritti, a favore del figlio Alfonso. In realtà questo non avvenne mai ed essendo Carlo Tancredi morto prima di suo fratello maggiore Ferdinando Pio, duca di Calabria, i diritti passarono direttamente a suo figlio Alfonso. Alcuni sostengono la validità di un documento, una scrittura privata chiamata '"atto di Cannes", affermando che Carlo Tancredi avesse rinunciato alla successione al trono del Regno delle Due Sicilie per sé e per i suoi discendenti in favore di quello spagnolo. In realtà il documento trattava solo di regolare i beni di famiglia e mai avrebbe potuto avere valore di fronte alla Prammatica Sanzione, a cui l'atto peraltro si richiama. Dalla rivendicazione di Ranieri e per i 54 anni successivi la famiglia reale restò divisa, con due pretendenti, fino, e solo per un breve periodo, all'atto di riconciliazione dinastico familiare, firmato il 24 gennaio 2014 in occasione della beatificazione di Maria Cristina di Savoia Regina consorte del Regno delle Due Sicilie. In questo atto si mise momentaneamente fine a decenni di incomprensioni e contrasti. I due rami si riconobbero reciprocamente con i rispettivi titoli e con la decisione di agire in futuro come un'unica famiglia. Il patto di riconciliazione familiare fu poi rotto dopo che l'altro pretendente ai titoli duo-siciliani, il principe Carlo, duca di Castro, nipote di Ranieri, il 14 maggio 2016, emise un editto che modificava la secolare Legge salica di successione, non disponendo di eredi maschi. Lo stesso atto fu contestato dal Principe Pedro di Borbone-Due Sicilie, figlio dell'Infante Carlo e nuovo Duca di Calabria, in quanto illegittimo rispetto al codice legislativo dell'ex Regno delle Due Sicilie e rispetto alle leggi ed alle tradizioni di famiglia.
In realtà la disputa vide pronunciarsi sia il Regno di Spagna che la Repubblica Italiana in merito alla vicenda ed a favore del ramo ispano-napoletano o Alfonsino. Infatti un aperto riconoscimento teso ad estinguere la disputa, nonché sulla titolarità del Gran Magistero dell'Ordine Costantiniano di San Giorgio e di tutti gli altri ordini dinastici dei Borbone-Due Sicilie, è giunto da parte della Corona di Spagna e dall'ordinamento giuridico spagnolo. In data 8 marzo 1984, il Marchese di Mondéjar, Ministro della Real Casa, promulgò una lettera che attestava i risultati della consultazione richiesta dal Re di Spagna, Juan Carlos I, riguardo alla successione disputata. In tale circostanza furono interpellati i seguenti enti governativi spagnoli: il Ministero di Giustizia, la Reale Accademia di Giurisprudenza e Legislazione, il Ministero degli Affari Esteri, l'Istituto "Salazar y Castro" del Consiglio Superiore di Investigazioni Scientifiche, ed infine il Consiglio di Stato. Seguirono ulteriori bollettini sempre in favore del ramo "alfonsino". Mentre con sentenza a latere dell'udienza del giorno 8 maggio 1961 presso il Tribunale di Napoli, ogni prerogativa dinastica viene riconosciuta solo al ramo alfonsino o ispano-napoletano e non a quello ranierista o franco-napoletano.

### Ultimi anni e morte
Ranieri, sei anni dopo l'inizio della disputa, nel 1966, abdicò in favore del figlio, il principe Ferdinando Maria di Borbone-Due Sicilie; morì sette anni dopo, il 13 gennaio 1973 a La Combe.

## Discendenza
Il principe Ranieri e Maria Carolina Zamoyska ebbero due figli:
- S.A.R. la principessa Maria del Carmen di Borbone-Due Sicilie (1924-2018);
- S.A.R. il principe Ferdinando Maria di Borbone-Due Sicilie, duca di Castro (1926-2008).

## Ascendenza
|                                                    |                               |                                      | Genitori                              |  |  | Nonni |  |  | Bisnonni                      |  |  | Trisnonni                      |  |
|                                                    |                               |                                      |                                       |  |  |       |  |  | Francesco I delle Due Sicilie |  |  | Ferdinando I delle Due Sicilie |  |
|                                                    |                               |                                      |                                       |  |  |       |  |  | Francesco I delle Due Sicilie |  |  | Ferdinando I delle Due Sicilie |  |
|                                                    |                               | Maria Carolina d'Asburgo-Lorena      |                                       |  |  |       |  |  | Francesco I delle Due Sicilie |  |  |                                |  |
| Ferdinando II delle Due Sicilie                    |                               |                                      |                                       |  |  |       |  |  | Francesco I delle Due Sicilie |  |  |                                |  |
|                                                    |                               | Maria Isabella di Borbone-Spagna     | Carlo IV di Spagna                    |  |  |       |  |  |                               |  |  |                                |  |
|                                                    |                               | Maria Isabella di Borbone-Spagna     | Carlo IV di Spagna                    |  |  |       |  |  |                               |  |  |                                |  |
|                                                    |                               | Maria Isabella di Borbone-Spagna     | Maria Luisa di Borbone-Parma          |  |  |       |  |  |                               |  |  |                                |  |
| Alfonso di Borbone-Due Sicilie, conte di Caserta   |                               | Maria Isabella di Borbone-Spagna     |                                       |  |  |       |  |  |                               |  |  |                                |  |
|                                                    |                               | Carlo d'Asburgo-Teschen              | Leopoldo II d'Asburgo-Lorena          |  |  |       |  |  |                               |  |  |                                |  |
|                                                    |                               | Carlo d'Asburgo-Teschen              | Leopoldo II d'Asburgo-Lorena          |  |  |       |  |  |                               |  |  |                                |  |
|                                                    |                               | Carlo d'Asburgo-Teschen              | Maria Luisa di Borbone-Spagna         |  |  |       |  |  |                               |  |  |                                |  |
| Maria Teresa d'Asburgo-Teschen                     |                               | Carlo d'Asburgo-Teschen              |                                       |  |  |       |  |  |                               |  |  |                                |  |
|                                                    |                               | Enrichetta di Nassau-Weilburg        | Federico Guglielmo di Nassau-Weilburg |  |  |       |  |  |                               |  |  |                                |  |
|                                                    |                               | Enrichetta di Nassau-Weilburg        | Federico Guglielmo di Nassau-Weilburg |  |  |       |  |  |                               |  |  |                                |  |
|                                                    |                               | Enrichetta di Nassau-Weilburg        | Luisa Isabella di Kirchberg           |  |  |       |  |  |                               |  |  |                                |  |
| Ranieri di Borbone-Due Sicilie, duca di Castro     |                               | Enrichetta di Nassau-Weilburg        |                                       |  |  |       |  |  |                               |  |  |                                |  |
|                                                    | Francesco I delle Due Sicilie | Ferdinando I delle Due Sicilie       |                                       |  |  |       |  |  |                               |  |  |                                |  |
|                                                    | Francesco I delle Due Sicilie | Ferdinando I delle Due Sicilie       |                                       |  |  |       |  |  |                               |  |  |                                |  |
|                                                    | Francesco I delle Due Sicilie | Maria Carolina d'Asburgo-Lorena      |                                       |  |  |       |  |  |                               |  |  |                                |  |
| Francesco di Borbone-Due Sicilie, conte di Trapani | Francesco I delle Due Sicilie |                                      |                                       |  |  |       |  |  |                               |  |  |                                |  |
|                                                    |                               | Maria Isabella di Borbone-Spagna     | Carlo IV di Spagna                    |  |  |       |  |  |                               |  |  |                                |  |
|                                                    |                               | Maria Isabella di Borbone-Spagna     | Carlo IV di Spagna                    |  |  |       |  |  |                               |  |  |                                |  |
|                                                    |                               | Maria Isabella di Borbone-Spagna     | Maria Luisa di Borbone-Parma          |  |  |       |  |  |                               |  |  |                                |  |
| Maria Antonietta di Borbone-Due Sicilie            |                               | Maria Isabella di Borbone-Spagna     |                                       |  |  |       |  |  |                               |  |  |                                |  |
|                                                    |                               | Leopoldo II di Toscana               | Ferdinando III di Toscana             |  |  |       |  |  |                               |  |  |                                |  |
|                                                    |                               | Leopoldo II di Toscana               | Ferdinando III di Toscana             |  |  |       |  |  |                               |  |  |                                |  |
|                                                    |                               | Leopoldo II di Toscana               | Luisa Maria Amalia di Borbone-Napoli  |  |  |       |  |  |                               |  |  |                                |  |
| Maria Isabella d'Asburgo-Lorena                    |                               | Leopoldo II di Toscana               |                                       |  |  |       |  |  |                               |  |  |                                |  |
|                                                    |                               | Maria Antonia di Borbone-Due Sicilie | Francesco I delle Due Sicilie         |  |  |       |  |  |                               |  |  |                                |  |
|                                                    |                               | Maria Antonia di Borbone-Due Sicilie | Francesco I delle Due Sicilie         |  |  |       |  |  |                               |  |  |                                |  |
|                                                    |                               | Maria Antonia di Borbone-Due Sicilie | Maria Isabella di Borbone-Spagna      |  |  |       |  |  |                               |  |  |                                |  |
|                                                    |                               | Maria Antonia di Borbone-Due Sicilie |                                       |  |  |       |  |  |                               |  |  |                                |  |